# Завод «Євроформат»
ТОВ «Завод Євроформат» — найбільший український виробник ліфтів з виробничими потужностями в місті Києві. До початку повномасштабного вторгнення завод експортував продукцію до країн Європи та мав європейське представництво в м. Познань, Польща. Завод «Євроформат» належить до групи компаній «Євроформат», яка спеціалізується на виробництві продукції з металу й наданні послуг в сфері житлового та комерційного будівництва. Компанія працює з 2002 року. Окрім розробки та виробництва ліфтів, єдина в Україні надає комплекс послуг, що включає проєктні роботи, сервісне та гарантійне обслуговування, а також заміну ліфтового обладнання. Співвласником та CEO заводу «Євроформат» є Ігор Ткаченко.

## Історія компанії
У 2002 році було створено підприємство, яке спеціалізувалось на металообробці. Разом з ним створений центр науково-дослідних розробок, одним із завдань якого було опрацювання можливості виробництва власних ліфтів.
- 2005 — Зареєстровано нову назву підприємства — ТОВ «Завод Євроформат».
- 2006 — почався активний розвиток напрямку: підготовка документації, випробування тестових моделей ліфтів.
- 2008 — після успішного тестування та отримання перших замовлень, запущено серійне виробництво ліфтів «Євроформат».
- 2009 — компанія виграла перший державний тендер у м. Києві на заміну пасажирських ліфтів, які відслужили свій експлуатаційний строк.
- 2010 — підписано перші великі комерційні контракти з будівельними компаніями.
- 2011 — завод «Євроформат» отримав перше масштабне держзамовлення на заміну ліфтів, що відслужили експлуатаційний строк.[6]
- 2013 — компанія вийшла на міжнародний ринок, «Євроформат» визначає європейський ринок як пріоритетний і спрямовує вектор розвитку на Європейський Союз.[7]
- 2015 — відкрито представництво в Польщі, отримано європейський сертифікат якості.
- 2016 — перші ліфти виробництва заводу «Євроформат» введені в експлуатацію в житловому комплексі міста Познань (Польща).[5]

- 2017 — компанія представила свою продукцію на найбільшій європейській виставці ліфтового обладнання «Interlift-2017».[8] Того ж року було розпочато будівництво нового заводу з площею 32 150 кв.м. «Євроформат» взяв участь у модернізації польської залізної дороги.
- 2018 — запущено виробництво корпусних виробів із ступенем захисту IP65.

- 2021 — завод увійшов до складу Ради директорів Конфедерації будівельників України.[9] Також на базі нового заводу «Євроформат» було запущено єдину в Україні ліфтову випробувальну вежу заввишки 40 м.
- 2024 — завод став учасником економічної платформи «Зроблено в Україні».[10][11] Також у 2024 році компанію знову визнано переможцем у номінації «Виробник ліфтів».[12]

## Виробничі потужності

Завод площею 20 500 м² здатен виробляти до 300 ліфтів на місяць, які відповідають українським та європейським стандартам.

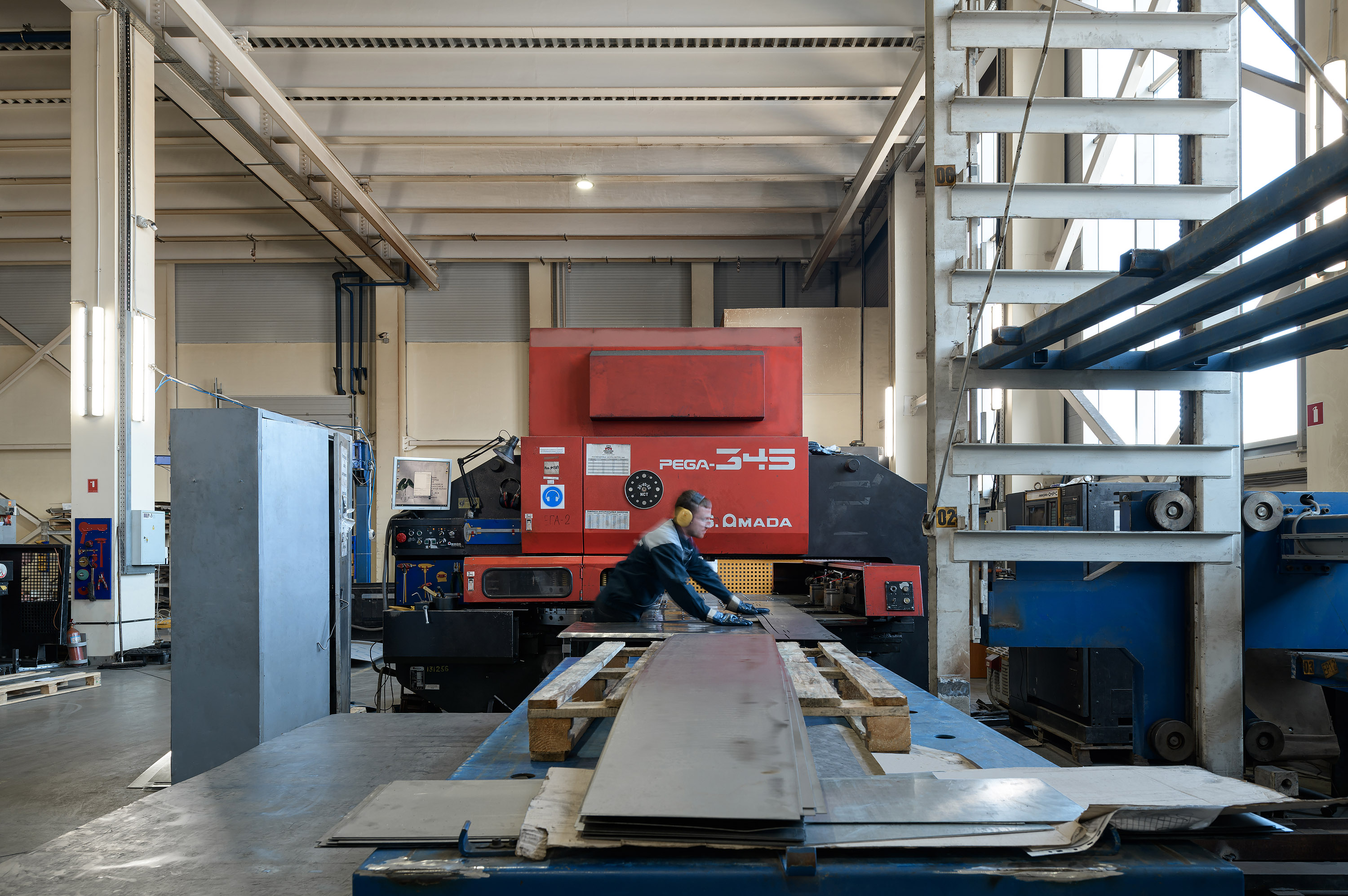

У 2017 році було розпочато будівництво нового заводу «Євроформат» загальною площею 32 150 м². Проєкт включає три виробничі цехи та технопарк. В експлуатацію введено перший цех нового заводу площею 20 500 м².
На базі заводу «Євроформат» функціонує єдина в Україні ліфтова випробувальна вежа, яка дає змогу проводити випробування нових розробок технічних спеціалістів заводу та тестувати нові комплектуючі з уже існуючою конструкцією ліфта. Це дозволяє вдосконалювати експлуатаційні характеристики ліфтів.

## Послуги та продукція
Основним напрямком діяльності заводу «Євроформат» є виробництво ліфтового обладнання. Супутніми напрямками діяльності є виробництво електротехнічних і телекомунікаційних шаф, металевих вхідних і протипожежних дверей, а також люків. Компанія також надає спектр послуг, пов’язаних із проєктними роботами, монтажем, сервісним та гарантійним обслуговуванням, а також заміною ліфтового обладнання.
Завод «Євроформат» виробляє ліфтове обладнання для житлових комплексів економ-, комфорт- і бізнес-класу (серед проєктів — житлові комплекси «Комфорт Таун», «Французький Квартал», «Avenue 14-16», «Obolonsky», «Либідь», «Британський Квартал», «Міністерський», «Seven», «Варшавський Мікрорайон» та інші), а також для комерційної нерухомості (Бібліотека УКУ, Київгаз, Криворіжсталь, «Фармак», навчальний корпус КНУ імені Тараса Шевченка, Київський зоопарк, Київська міська клінічна лікарня № 7, Київський міський пологовий будинок № 2, Львівська міська дитяча клінічна лікарня, Західноукраїнський спеціалізований дитячий медичний центр та ін.). Компанія також здійснює проєкти за державними програмами заміни пасажирських ліфтів, які відслужили свій експлуатаційний строк. 
Заводу «Євроформат» також є ексклюзивним представником ліфтів MØLLEHØJ в Україні.

### Основна лінійка продукції
- пасажирські ліфти з машинним приміщенням (серія «EF»)
- пасажирські ліфти без машинного приміщення (серія «EFR» та «EFK»)
- ліфти для закладів охорони здоров’я (лікарняні)

### Типи кабін
- Hoverla
- Mont Blanc
- Everest[13]

### Комплектуючі
При виробництві ліфтів «Євроформат» по максимуму використовуються матеріали та комплектуючі українського виробництва, включаючи кабелі, електроніку, пластикові вироби, литі й штамповані деталі.
Ліфти оснащені вузлами безпеки та відповідними вузлами виробників з Іспанії, Франції, Італії. Зокрема, редукторні та безредукторні лебідки постачають італійські компанії «SICOR», «MONTANARI», «GEM», а приводи для дверей кабіни та шахти виробляються іспанською фірмою «FERMATOR». За безпеку відповідають уловлювачі та обмежувачі швидкості від іспанської компанії «DYNATECH». Направляючі кабіни та противаги постачаються іспанською компанією «SAVERA». Залежно від моделі, ліфт на 40-50% складається з імпортних комплектуючих.

### Європейська сертифікація
У серпні 2016 року компанія «Євроформат» отримала сертифікат відповідності європейського зразка, ставши першопрохідцем серед виробників ліфтового обладнання в Україні. Сертифікат європейського зразка дав компанії можливість вийти на ринок ЄС.
Наприкінці 2017 року продукція, вироблена на заводі, отримала сертифікацію в Польщі за новими законодавчими вимогами відповідно до EN 81-20.
У березні 2018 року завод «Євроформат» пройшов сертифікацію на відповідність процесу виробництва продукції міжнародному екологічному стандарту ISO 14001 (система екологічного управління), який визначає принципи системи екологічного управління підприємством. Екологічний аудит проводив німецький орган сертифікації TÜV Nord Cert GmbH, який підтвердив здатність компанії управляти впливами на навколишнє середовище з поступовим їх зниженням, оптимізувати переробку та утилізацію відходів, а також підвищувати ефективність системи екологічного менеджменту.

## Міжнародна діяльність
З 2015 року і до початку повномасштабного вторгнення компанія «Євроформат» експортувала продукцію до країн Європи. Європейське представництво компанії було розташоване в місті Познань, Польща.

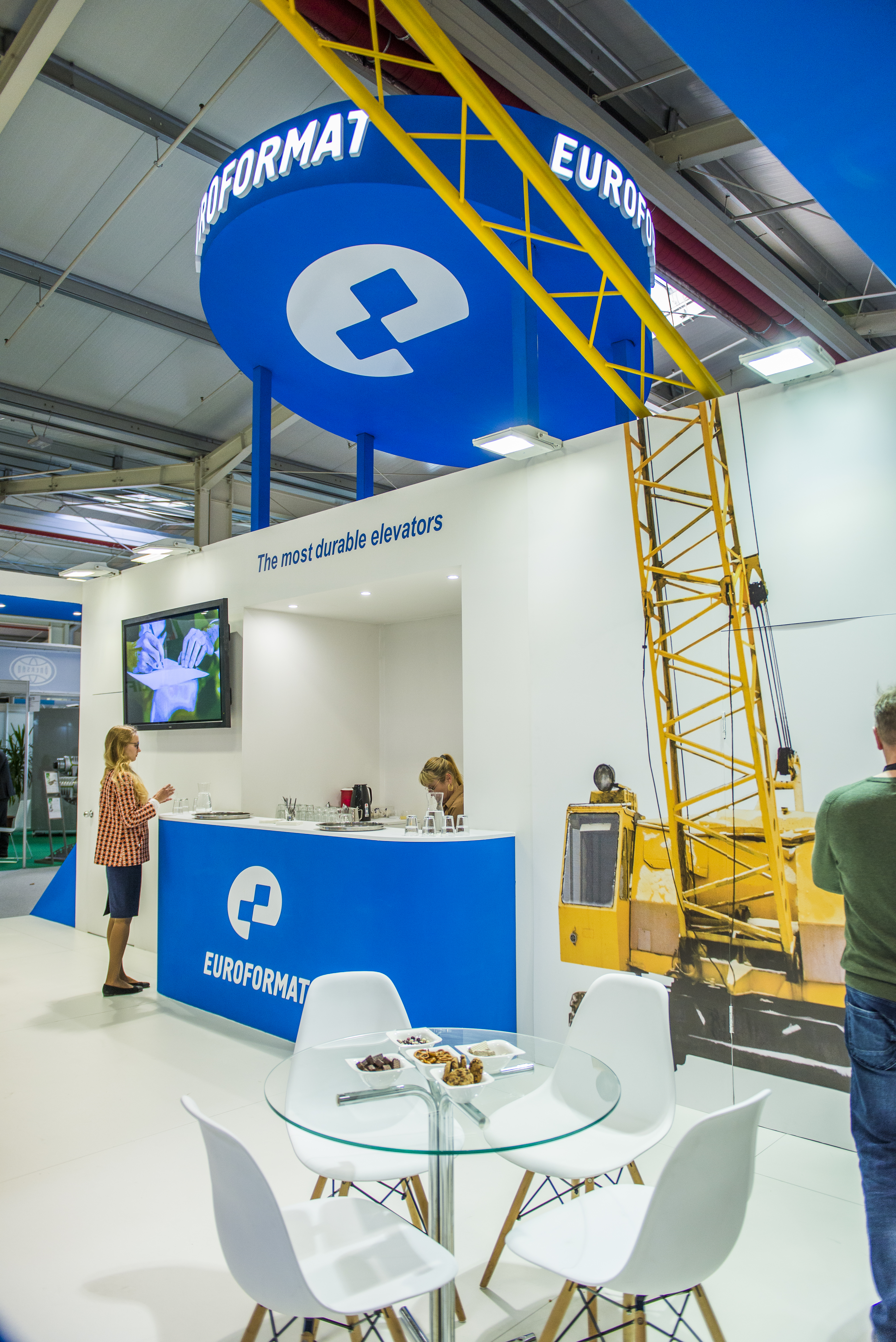

У 2017 році компанія представила свою продукцію на найбільшій європейській виставці ліфтового обладнання «Interlift-2017», яка пройшла в місті Аугсбург, Німеччина. «Євроформат» став єдиним виробником ліфтів з України, який представив галузь на цьому заході.
«Євроформат» взяв участь у модернізації польської залізної дороги у 2017 році, підписавши контракт з компанією Trakcja Prkii S.A., яка є генпідрядником з модернізації польської залізної дороги. «Євроформат» встановлював ліфти на кількох станціях дороги Е30 Забже-Катовіце-Краків та інших платформах по лінії ж/д, а також у напрямку Е20 Варшава-Познань. Компанія також запустила кілька проєктів у різних регіонах Польщі.

## Менеджмент
CEO та співвласник заводу «Євроформат» — Ігор Ткаченко.

## Громадська діяльність
Компанія бере участь у програмах, спрямованих на відбудову України, надає підтримку ГО Подільське районне товариство інвалідів «Єдність», що опікується людьми з інвалідністю. З початку повномасштабного вторгнення компанія також активно допомагає Збройним Силам України, підтримуючи як своїх співробітників, які перебувають на службі, так і інших військових.

## Нагороди
- 2017—2021, 2024 — компанію визнано переможцем у номінації «Виробник ліфтів».[12]
- 2021 — CEO заводу «Євроформат» Ігор Ткаченко отримав нагороду «Менеджер року».
- 2023 — завод «Євроформат» увійшов до списку переможців проєкту Next250 Forbes Ukraine.[19]

## Зовнішні посилання
- Офіційний сайт компанії
- Секрети безпеки ліфтів розкрито! Неймовірні технології від Euroformat —  Зроблено в Україні